# 若松 (小惑星)
若松（わかまつ、8399 Wakamatsu）は小惑星帯の小惑星である。群馬県大泉町の小林隆男が発見した。
銀河、銀河団の力学の研究者で岐阜大学の教授をつとめた日本の天文学者、若松謙一（1942年生まれ）に因んで名付けられた。